# ۱۱۹ (عدد)
۱۱۹(صد و نوزده) یک عدد طبیعی فرد مرکب است که بعد از ۱۱۸ و قبل از ۱۲۰ قرار دارد.

## تلفن
در برخی کشورها این عدد به عنوان شماره اورژانس در نظر گرفته شده است.